# 頸喙亞目
頸喙亞目（學名：Auchenorrhyncha），亦作头喙亚目，是昆蟲綱半翅目之下四個亞目之一，包括有各種各類的蟬，可再細分為蟬下目（Cicadomorpha）及蠟蟬下目（Fulgoromorpha）。
頸喙亞目的成員本來屬於同翅亞目（更早前作同翅目），但後來同翅亞目並認為是一個並系群，所以被一分為三；其他舊屬同翅亞目的物種，例如蚜虫、介殼蟲等昆蟲現時被歸到胸喙亞目。詳見半翅目的條目內容。
頸喙亞目物種分佈於全世界，而且所有物種均以植物為食。這些昆蟲有不少還是多種可令植物致病的病毒與真菌的載體。
It is also common for Auchenorrhyncha species to produce either audible sounds or substrate vibrations as a form of communication. Such calls range from vibrations inaudible to humans, to the calls of many species of cicadas that can be heard for hundreds of metres, at least. In season, they produce the most characteristic and ubiquitous noise of the bush.

## 語源
頸喙亞目的學名源於希腊语的（頸或喉）及（喙）。

## 分類

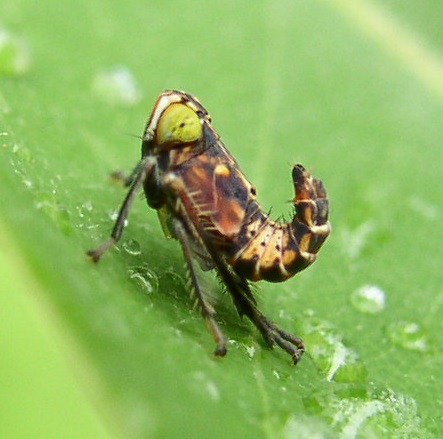
Jikradia olitoria（Cicadellidae科）的若蟲

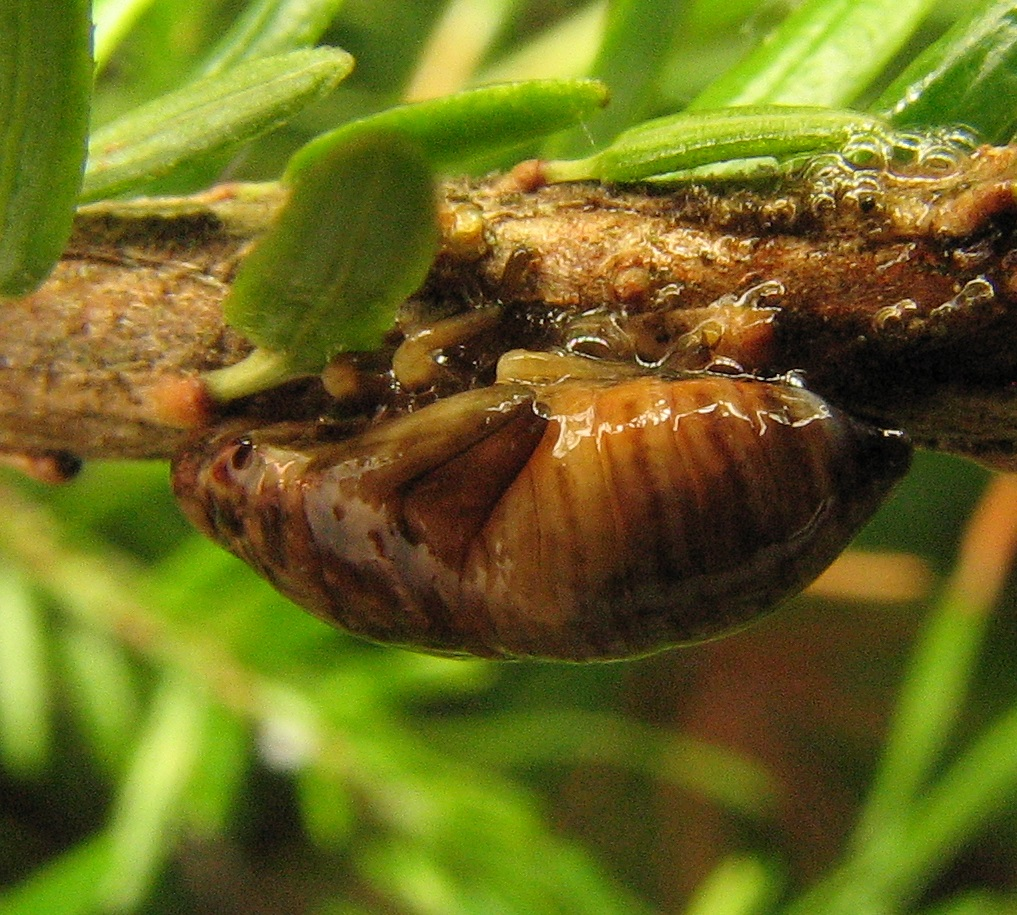
尖胸沫蝉属屬物種（Aphrophoridae科）的若蟲

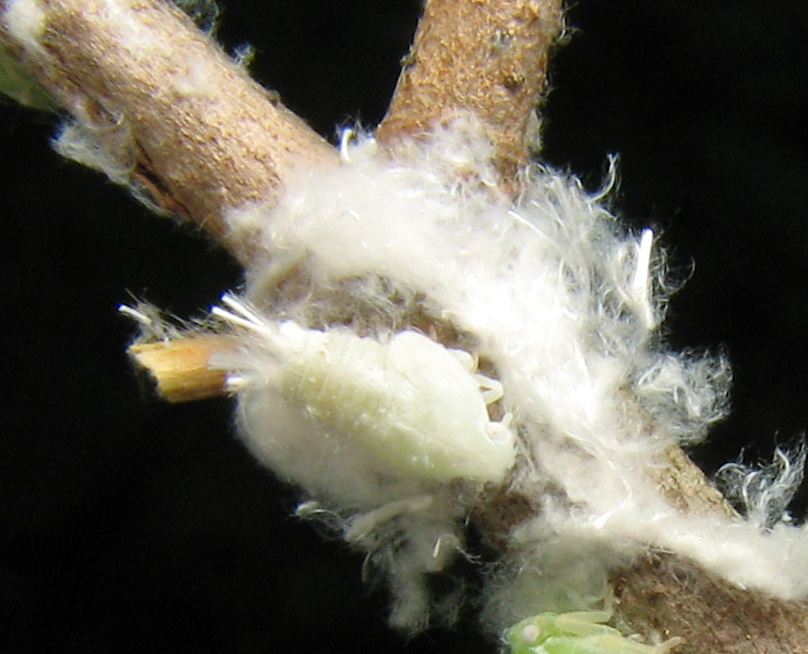
Metcalfa pruinosa（蛾蜡蝉科科）的若蟲

頸喙亞目是否一個单系群，至今還在爭議中，因為還有未清楚的地方。對於不相信這個亞目是單系群的文獻作者，他們索性把本亞目之下的兩個下目提升到亞目的層級，即Clypeorrhyncha（==Cicadomorpha）及Archaeorrhyncha（==Fulgoromorpha）。在過往的十年，都有支持頸喙亞目是單系群的研究證據，較新一點的研究還指出頸喙亞目物種有一條單系的演化線。
以下為目前廣泛同意的分類，包括下列各個下目和總科：
- 蟬下目 Cicadomorpha（Clypeorrhyncha, Clypeata）
  - 沫蝉总科 Cercopoidea
    - 尖胸沫蟬科 Aphrophoridae
    - 沫蟬科 Cercopidae
    - 鉤沫蟬科 钩沫蝉科
    - Epipygidae（英语：Epipygidae）
    - 刺沫蟬科 巢沫蝉科

  - 蟬總科（英语：Cicadoidea） Cicadoidea（英语：Cicadoidea）
    - 蟬科 Cicadidae[5] (Platypediidae, Plautillidae, Tettigadidae, Tibicinidae)
    - 螽蝉科 Tettigarctidae[5]

  - 角蟬總科 Membracoidea：舊作葉蟬總科 Cicadelloidea
    - 刻角蟬科 Aetalionidae：舊作Biturritiidae
    - 葉蟬科 Cicadellidae：舊有的寬頭葉蟬科（Eurymelidae）、HylicidaeLedridae（英语：Ledridae）及Ulopidae被併歸本科；
    - Melizoderidae（英语：Melizoderidae）
    - 角蟬科 Membracidae
    - Myerslopiidae（英语：Myerslopiidae） (Cicadellidae, in part)

  - † 古蟬總科 Palaeontinoidea
- 蠟蟬下目 Fulgoromorpha（Archaeorrhyncha）
  - 蠟蟬總科 Fulgoroidea
    - 峻翅蠟蟬科 Acanaloniidae
    - 小頭飛蝨科 Achilidae
    - 仄腹蠟蟬科 仄腹蜡蝉科
    - Caliscelidae
    - 菱飛蝨科（英语：Cixiidae） 菱蜡蝉科
    - 稻蝨科 Delphacidae
    - 長翅飛蝨科（英语：Derbidae） Derbidae（英语：Derbidae）
    - 象蠟蟬科 Dictyopharidae
    - Eurybrachyidae（英语：Eurybrachyidae）
    - 青翅飛蝨科（英语：Flatidae） 蛾蜡蝉科
    - 蠟蟬科（白蠟蟲） Fulgoridae
    - Gengidae（英语：Gengidae）
    - Hypochthonellidae（英语：Hypochthonellidae）
    - 圓飛蝨科（英语：Issidae） 瓢蜡蝉科
    - 殘管蠟蟬科 Kinnaridae
    - 短足蠟蟬科（英语：Lophopidae） Lophopidae（英语：Lophopidae）
    - 縞飛蝨科（英语：Meenoplidae） 粒脉蜡蝉科
    - 脊脣蠟蟬科（英语：Nogodinidae） Nogodinidae（英语：Nogodinidae）
    - 廣翅蠟蟬科 广翅蜡蝉科
    - 蟻蠟蟬科（英语：Tettigometridae） Tettigometridae（英语：Tettigometridae）
    - 軍配飛蝨科 Tropiduchidae

## 外部連結
- 維基物種上的相關：頸喙亞目
- Bibliography of the Auchenorrhyncha of Central Europe （页面存档备份，存于）
- DrMetcalf: a resource on cicadas, leafhoppers, planthoppers, spittlebugs, and treehoppers （页面存档备份，存于）
- Photographic Atlas of the Planthoppers and Leafhoppers of Germany （页面存档备份，存于）
- Photographs of the Auchenorrhyncha of North and South America